# Кино Европы: Неизвестный Голливуд
«Кино Европы: Неизвестный Голливуд» (англ. «Cinema Europe: The Other Hollywood») — британский документальный сериал 1995 года режиссёров и историков кино Кевина Браунлоу и Дэвида Гилла. Сериал рассказывает об эпохе немого кино в Европе.

## Обзор
Шесть серий повествует об эпохе немого кино в Европе, начиная со времени зарождения кинематографа и заканчивая первыми звуковыми картинами. Первая и последняя серии обзорные, остальные четыре посвящены отдельным кинематографиям: шведской, немецкой, французской и британской. В фильме анализируются сильные и слабые стороны этих национальных кинематографий. Каждая серия также предлагает множество архивных и редких кадров.
Текст автора читает актёр Кеннет Брана. Оригинальную музыку для фильма написали: Карл Дэвис, Филип Эпплби и Ник Рэйне.
Сериал первоначально шёл в Великобритании на BBC в 1995 году и в США на Turner Classic Movies в 1996 году. В 2000 году Image Entertainment выпустила сериал на 2-х DVD.

## Описание серий

### 1. Как всё начиналось
История появления движущихся картинок. Изобретатели кино: Братья Люмьер, Макс Складановский, Роберт Уильям Пол. Фильмы Жоржа Мельеса, как вызывающие наибольшее восхищение из всех ранних кинокартин. Киностудии Pathé и Nordisk Film. Появление еженедельных хроникальных киножурналов. Большие итальянские исторические кинополотна. Аста Нильсен — одна из первых звёзд немого кино, а Макс Линдер — первый комик-кинозвезда. Первая мировая война и кинематограф.

### 2. Обетованная земля искусства (Швеция)
Уже в 1907 году в Кристианстаде возникает киностудия Svenska Bio. В 1919 году крупные кинокомпании Швеции сливаются в Svensk Filmindustri (SF). Талантливейший шведский режиссёр и актёр Виктор Шёстрём ставит в это время свои картины: «Садовник» (1912), «Ингеборг Хольм» (1913), «Терье Виген» (1917), «Горный Эйвинд и его жена» (1918), «Возница» (1921). Другой талантливый режиссёр Мориц Стиллер делает «Деньги господина Арне» (1919), «Песнь о багрово-красном цветке» (1919), «Эротикон» (1920), «Юхан» (1921), «Сага о Гуннаре Хеде» (1923). В отличие от других стран, кино в Швеции пользовалось уважением среди актёров театра, которые быстро освоили реалистичную манеру игры. Фильмы снимались и по литературным произведениям, в том числе и по книгам Селмы Лагерлёф обладательницы нобелевской премии по литературе. В начале 1920-х годов для SF снимают фильмы датские режиссёры: Карл Теодор Дрейер ставит фильм «Вдова пастора» (1920), а Беньямин Кристенсен несколько лет делает фильм «Ведьмы» (1922), однако из-за проблем с цензурой фильм не окупился в прокате. В 1923 году Шёстрём покидает Швецию и уезжает в Голливуд. В 1924 году Мориц Стиллер ставит величайший шведский фильм немой эры «Сага о Йёсте Берлинге» по одноимённому роману. В фильме приняла участие молодая начинающая актриса Грета Гарбо. Стиллер и Гарбо уезжают на премьеру своего фильма в Берлин и уже не возвращаются. На этом завершается первый золотой век шведского кино.

### 3. Раскрепощённая камера (Германия)
20-е годы — время поразительных кинематографических достижений в немецком кино, хотя это было тяжёлое послевоенное время. Поначалу в Веймарской республике вообще отсутствовала цензура, стали популярны фильмы о наркомании и проституции. Режиссёр Рихард Освальд делает фильм «Не такой как все» (1919) о гомосексуалистах. Послевоенные зрители хотели «убежать от действительности» тяжёлого времени и в кино имеют успех различные экзотические приключения. Возродить же национальную гордость был призван фильм Эрнста Любича «Нибелунги» (1924). Фильм тогда очаровал зрителей эпическим размахом действия и уникальными достижениями постановочной механики. Появляются в немецких фильмах восходящие иностранные актрисы, полька Пола Негри и шведка Грета Гарбо. Немецкий киноэкспрессионизм: Роберт Вине «Кабинет доктора Калигари» (1920), Карл Бёзе и Пауль Вегенер «Голем» (1920), Фридрих Мурнау «Носферату. Симфония ужаса» (1922). Киностудия УФА. Раскрепощённая камера, которая теперь освобождённая от штатива — «Последний человек» (1924) Фридриха Мурнау и «Варьете» (1925) Эвальда Андре Дюпона. Фридрих Мурнау также очень изобретательно в техническом плане экранизирует классику — «Фауст» (1926). Вальтер Руттман представляет публике свой экспериментальный документальный фильм «Берлин — симфония большого города» (1927). Событием в кино становится появление антиутопии Фрица Ланга «Метрополис» (1926). Другая сторона немецкой жизни отображена в социальных драмах Герхарда Лампрехта о бедных и безработных. Альпийские (горные) фильмы и их звезда Лени Рифеншталь. Георг Вильгельм Пабст открывает американскую актрису Луизу Брукс в фильме «Ящик Пандоры» (1929), он же создаёт последний заметный немецкий фильм эпохи немого кино «Дневник падшей» (1929).

### 4. Музыка света (Франция)
После войны французское кино потеряло все свои позиции в мире. В противовес популярным в то время сериалам и салонным драмам Андре Антуан предлагает публике свои работы о сельской Франции. Эти фильмы очень достоверно и реалистично отображали природу и сельскую жизнь, однако не пользовались успехом. Абель Ганс применяет новые приёмы быстрого (ритмического) монтажа в фильме «Колесо» (1923). Жак Фейдер и его драмы: «Кренкебиль» (1922), «Детские лица» (1923). Раймон Бернар снимает одну из самых значительных французских исторических картин немой эпохи «Чудо волков» (1924). Белые эмигранты во французском кино — «Кин» (1924) Александра Волкова. Один из самых дорогостоящих и новаторских проектов той эпохи, историческая киноэпопея Абеля Ганса «Наполеон» (1927), тем не менее не имеет коммерческого успеха. Изобретение широкоэкранного объектива. Цветная технология Пате — «Казанова» (1927) Александра Волкова. «Нана» (1926) Жана Ренуара и «Соломенная шляпка» (1927) Рене Клер. Сюрреализм и авангард во французском кино: Ман Рэй «Возвращение к разуму» (1923), Марсель Л’Эрбье «Бесчеловечная» (1923), Жермен Дюлак «Раковина и священник» (1928). Карл Теодор Дрейер и его художественное видение в картине «Страсти Жанны д’Арк» (1928). Марсель Л’Эрбье поражает всех своей техникой съёмки в картине «Деньги» (1928).

### 5. Потерянные возможности (Великобритания)
Английское кино сильно отставало от европейского и американского. Местные кинематографисты работали в примитивной технике, игнорируя достижения мирового кинематографа. Публика также выражала полное безразличие к своим фильмам. Сесиль Хепуорт, который на заре кинематографа делал довольно новаторские фильмы, в начале 20-х годов разорился не выдержав конкуренции с американским кино. Британцы приглашают к себе американских актёров и режиссёров в надежде потом продать свои фильмы в Америку, а в обратную сторону, в Голливуд, перебираются многие британские актёры. Примечательными национальными британскими фильмами начала 20-х годов стали «Лисья ферма» (1922) Гая Ньюэлла и «Побудка» (1924) Джорджа Пирсона. В это время начинает снимать Альфред Хичкок: «Сад наслаждений» (1925), «Жилец» (1927). Успешным у критиков и зрителей оказался фильм «Фанни Хоторн» (1927) Мориса Элвея. Мармадьюк Уэтерелл ставит большой военный фильм «Сомма» (1927) в ознаменование 10-й годовщины битвы на Сомме, которая в те времена считалась великой победой. Совместно с немцами Геза фон Больвари делает комедийный триллер «Призрачный поезд» (1927). В стране вводится квота на американские фильмы. Самым популярным фильмом 1928 года становится «Верная нимфа» Адриана Брунела. Энтони Асквит выпускает одни из самых прославленных британских фильмов этой эпохи — «Подземка» (1928) и «Коттедж в Дартмуре» (1929). В конце немой эпохи Морис Элвей и Милтон Росмер делают большой военный фильм «Балаклава» о сражении Крымской войны.

### 6. Конец эпохи
Различные эксперименты со звуковым кино. Выход в Америке фильма «Певец джаза» (1927) меняет киноиндустрию. Какое-то время немое кино сосуществует рядом со звуковым. В некоторые немые ленты добавляют звуковые сцены, а некоторые заново переснимают уже со звуком, как например «Шантаж» (1929) Альфреда Хичкока или «Государственная измена» (1929) Мориса Элвея. Первыми жертвами звука стали актёры-иностранцы, как например русские эмигранты во Франции, во вторую очередь актёры из провинции, говорящие на своём местном говоре. Эвальд Андре Дюпон ставит один из самых грандиозных ранних европейских звуковых фильмов «Атлантик» (1929), другой большой фильм-катастрофа «Конец мира» (1931) Абеля Ганса наоборот проваливается. Некоторые фильмы снимались одновременно на нескольких языках. Рене Клер стал одним из самых изобретательных режиссёров звукового кино, это заметно в таких его работах, как «Миллион» (1931) и «Свободу нам!» (1931). Европейские актёры, уехавшие в Голливуд в немую эпоху, начинают возвращаться домой. Фильм «Голубой ангел» (1930) Джозефа фон Штернберга идёт с огромным успехом и в Европе и в Америке, на этой волне немцы начинают снимать музыкальные комедии. Лени Рифеншталь пробует себя в качестве режиссёра, её фильм «Голубой свет» (1931) имеет большой успех у зрителей. Звук приходит на службу Третьего рейха, премьеру фильма «Рассвет» Густава Учицкого и Вернона Сьюэлла посещает вся нацистская верхушка. В связи с гонениями немецкие кинематографисты-евреи покидают Германию и разбредаются по Европе, немецкое художественное кино становится провинциальным.